# Quadríptico

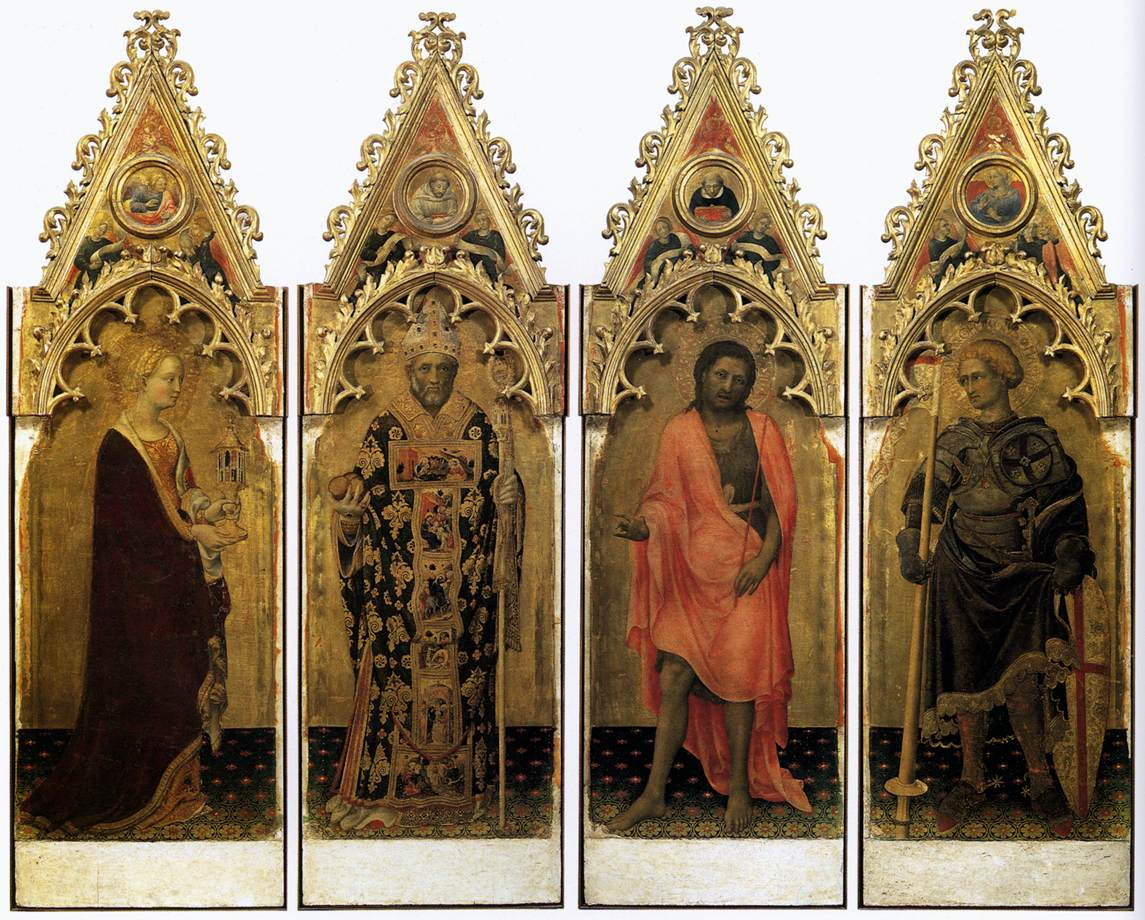
Quadríptico de Gentile da Fabriano

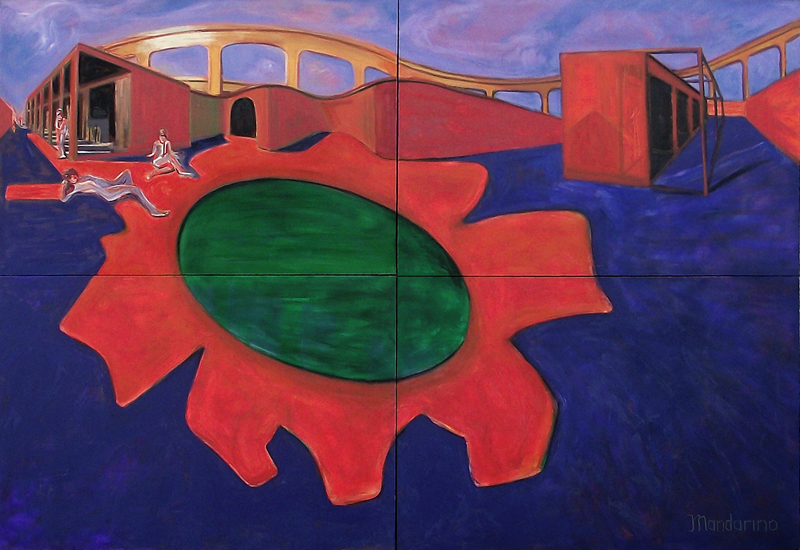
Quadríptico retangular de Denis Mandarino

Quadríptico é um grupo de quatro imagens unidas de modo linear, retangular ou em arranjos que contornem um ambiente arquitetônico. Embora possam ser separados ou articulados, um quadríptico prima pela unidade do conjunto, sendo considerado peça única. 
Existem dípticos, trípticos e dobráveis, contrapondo-se aos sistemas rígidos. Os dobráveis são painéis em forma de portas ou janelas. O termo quadríptico é empregado por extensão de conceito e muitas vezes recebe o nome de Políptico.
O termo ainda pode ser utilizado em esculturas ou folhetos compostos por quatro partes.